# 武藤ひめ
武藤 ひめ（むとう ひめ）、1977年8月11日 - ）は、日本の女性医師。
愛知医科大学医学部医学科を卒業後、小児科医として名古屋市立大学小児科や、鹿児島市立病院などに勤務。2017年より自らの経験をもとにトランスジェンダー当事者を対象とした専門外来を始める。2019年4月より自ら院長を務めるHIME CLINICを開いた。現在、HIME　CLINIC（ヒメクリニック 運営代表　松原充久）は、名古屋市千種区仲田2丁目305-1 202 にある。第三種再生医療機関を取得し、PRP療法を中心とした皮膚再生医療を行うと共に、小児科、内科、皮膚科を診療している。
2025年6月　一般社団法人再生医療ネットワーク　理事
自身の経験からくる問題意識からトランスジェンダーの社会的地位と不平等に対する著述を行っている
愛知医科大学　中日新聞記事　イラク新生児支援
ABEMA TIMES トランスジェンダー医師「すべてが特別」 オネエタレントが生む“誤解”に警鐘
YAHOO NEWS 「紅白・MISIAのレインボーフラッグ」に、ある女性医師が怒りを感じる理由
YAHOO NEWS 突然の「氷川きよしさん活動停止発表」に、ある女性医師が思うこと
YAHOO NEWS ある女性医師が「荒井総理秘書官の発言よりも許せない」ことは？